# Майли Стюърт
Майли Рей Стюърт (на английски: Miley Ray Stewart) е централната героиня в оригиналния сериал на Disney Channel „Хана Монтана“, появила се и в „Хана Монтана: Филмът“.
Ролята ѝ се изпълнява от Майли Сайръс. Майли води двоен живот, като през част от деня си е ученичка, а през останалата е в алтер егото си – Хана Монтана.

## Подбиране на актриса
За кастинга за новото предаване на Дисни, Сайръс научава чрез агент за таланти в Нашвил, когато е на 11 години. Решава да изпрати запис за прослушването си за ролята на най-добрата приятелка, но чрез обаждане е помолена да изпрати запис за главната роля. След като виждат новия запис и я карат в Холивуд за по-нататъшни прослушвания, от Дисни ѝ съобщават, че е твърде малка за ролята. Решеността и умението и да пее обаче печелят на Майли втори шанс и тя отново е пратена в Холивуд за прослушвания. В крайна сметка продуцентите на бъдещото предаване стесняват кръга от кандидати до три актриси, включително Сайръс и Тейлър Момсън, и дават ролята на младата актриса от Тенеси, която тогава е на 12 години. Според президента на Disney Channel, Гари Марш, Майли получава участието заради своите жизнени и преливащи от енергия изпълнения и определено е човек, който „обича всяка минута от живота“, с „ежедневната естественост на Хилари Дъф и сценичното присъствие на Шаная Туейн“.
Избирането на Сайръс за главната роля довежда и до избирането на истинския ѝ баща Били Рей Сайръс за ролята на бащата на Майли Стюърт в сериала. Отначало самата актриса не намира възможността за благоприятна. Според майка ѝ, която е и неин мениджър, „най-голямото притеснение на Майли беше, че, о Боже, хората ще си помислят, че са ме избрали за ролята само заради баща ми“. Опасенията, че иначе семейството им ще бъде разделено отново, както когато Били получава главната роля в сериала „Докторът“, обаче надделяват и Майли се съгласява баща ѝ да отиде на прослушване.

## История на героинята
Майли е родена в измисленото градче Краули Корнърс, Тенеси на 23 ноември 1992 г. (което е и истинската рождена дата на Сайръс). Семейството ѝ се състои от майка ѝ и баща ѝ, Роби Рей и Сюзън Стюърт (починала), и по-големият и брат Джаксън. Освен тях Майли има много роднини в Тенеси, като баба и Рут Стюърт, леля Доли (в ролята влиза Доли Партън), чичо Ърл и леля Пърл, както и братовчед на име Луан. Като цяло тези роднини са представени като „селски тип“ хора. Майли има няколко домашни любимеца – малко прасенце на име Луан, хамстер на име Лесли и кон на име Блу Джийнс (б.пр. „сини дънки“). В треитя сезон на сериала Блу Джийнс пристига в Малибу от Тенеси, за да живее с Майли и семейството ѝ.
Любовта към музиката Майли наследява от баща си, който е бил известен кънтри изпълнител. Родителите ѝ забелязват нейния потенциал и на 25 декември 2000 г. ѝ подаряват китара. Това е показано в епизода „Аз съм Хана, чуй как грача“, в който тя гледа запис на събитието.
По времето, когато е на 12 години, Майли вече е световноизвестна поп звезда, която се подвизава под псевдонима „Хана Монтана“. Често ѝ се налага да полага огромни усилия, за да запази истинската си самоличност в тайна, смятайки, че ако хората научат тайната ѝ, ще я харесват само заради популярността ѝ. Единствените хора извън семейството ѝ, които знаят за двойния ѝ живот преди тя да се разкрие пред целия свят в епизода „Винаги ще те помня“, са Оливър, Лили, телохранителката ѝ Рокси, а по-късно и Джейк. В епизода „Хана Монтана да се яви в директорския кабинет“ обаче става ясно, че президентът на Съединените щати също знае тайната ѝ.

## Личен живот
Ако изключим времето, което прекарва като поп звезда, Майли води сравнително нормален живот. Обича да лагерува на открито и да ходи на плаж, но не е никак добра в спортовете. Страхува се от паяци и от зъболекаря, а освен това понякога има проблеми с ученето и самочувствието си. Често се случва да прибягва до заплетени методи, за да се справи с проблемите си.

### Училище
В първия сезон на сериала Майли е в 8-и клас на началното училище „Сийвю“ (Seaview, б.пр. „Изглед към морето“) и във втория преминава в девети, което по американската образователна система е първият клас от гимназията. Майли влиза в десети клас в началото на третия сезон, а към края му преминава в единадесети. Въпреки че баща ѝ ѝ предлага да бъде обучавана вкъщи, тя предпочита да ходи в обществено училище, за да бъде „нормално дете“ – решение, за което понякога съжалява. Заради двойния си живот Майли често попада в неловки ситуации, в които ѝ се налага да лъже, за да запази тайната си. Най-добрите ѝ приятели, Лили Тръскот (Емили Озмънт) и Оливър Оукен (Мичъл Мусо), знаят за тайната и често помагат в криенето ѝ.

### Отношения с близки
Майли е изключително близка с баща си, към който често се обръща за съвет и емоционална подкрепа, както и с приятелите си Лили и Оливър. Въпреки това тя не харесва факта, че двамата имат връзка, и дори се опитва да я прекъсне. От време на време отношенията и с Лили търпят сътресения, но двете винаги се сдобряват накрая. В епизода „Какво не харесвам в теб“ на Майли ѝ се налага да избира на чия страна да застане, тъй като Лили и Оливър се карат. Тя обаче показва какъв добър приятел е и чрез мини филм за измислената Индиана Джоани кара приятелите си да се сдобрят. Отношенията на младата поп звезда с брат ѝ Джаксън са често груби. Двамата постоянно се карат и говорят оскърбителни неща един за друг, но в няколко лични разговора заявяват и обичта си един към друг, въпреки че никога не биха я показали пред други хора.
Майли има и няколко романтични връзки, повечето от които са сравнително кратки.
Оливър Оукен (в ролята: Мичъл Мусо): Оливър е най-добрият приятел на Майли и Лили. В епизода „Наистина те обичам (Не, не теб)“ Оливър е в болницата заради счупен глезен и Майли го чува да казва „обичам те“, което я кара да смята, че той е влюбен в нея. След като разговаря с баща си, тя решава, че и Лили, и Оливър ще го преживеят, но когато Лили признава любовта си към него, Майли ѝ казва истината. Двете приятелки измислят план, с който отново да накарат Оливър да харесва Лили. Оказва се обаче, че Оливър просто е репетирал, за да каже „обичам те“ на Лили. И двамата заявяват любовта си един към друг на края на епизода. Освен това е споменато, че Оливър не таи романтични чувства към Майли. От друга страна в началото на първия сезон Оливър все още не знае за двойствения живот на Майли и твърди, че е влюбен в Хана Монтана. Отначало Майли не иска да разкрие тайната си пред него, защото се притеснява, че той може да изпитва чувства към нея и без перуката, но се оказва, че той я вижда само като приятелка.
Лесли (Джейк) Райън (в ролята: Коуди Линли): Джейк е известна телевизионна звезда и двамата с Майли се запознават по време на краткото му обучение в училището „Сийвю“. Той започва да харесва Майли, защото тя е единственият човек, който не се впечатлява от присъствието на звездата в училище. Отначало Майли отрича да има каквито и да било чувства към него, но по-късно се опитва да го накара да ревнува, използвайки друго момче, и ситуацията завършва благоприятно за нея – Джейк я целува. На актьора му се налага да замине да снима филм в Румъния и Майли го зарязва. Джейк се появява отново в първата част на епизода от втория сезон „Сърцето ме боли за Джейк“, в който той се опитва да си върне Майли. Тя решава да му даде шанс, особено след като той заявява чувствата си към нея по националната телевизия и ѝ споделя истинското си име. Скоро след това поп звездата разкрива тайната си пред новия си приятел и той се опитва да се държи нормално като нея, но скоро това, че не може винаги да получава каквото иска му идва в повече и двамата решават да останат само приятели. В епизода „Джейк...поредното парче от сърцето ми“ обаче публиката разбира, че и двете супер звезди все още имат чувства един към друг, макар че не биха ги признали. По-късно, в епизода „Може би той е човекът за мен“ Майли избира Джейк преди Джеси (китаристът ѝ), защото двамата имат толкова много преживявания заедно и тя смята, че той може да е правилното момче. Двамата правят връзката си официална, но в началото на четвърти сезон не е сигурно дали още са заедно, тъй като Джейк не е споменаван от епизода, в който с Майли се събират. Съмненията са разсеяни в серията „Крещяща Калифорния“, в която Майли говори за Джейк много, а в „Краят на познатия ни Джейк“ нещата между двете звезди тръгват на зле. Оливър получава снимка, на която се вижда Джейк да изневерява на Майли и по-късно Майли бие актьорът в публично Коледно предаване със специалното участие на Шерил Кроу. Връзката им приключва завинаги.
Травис Броуди (в ролята: Лукас Тил): Травис е приятел от детството на Майли в Тенеси. Той се появява единствено в Хана Монтана: Филмът, където е споменато, че двамата с Майли са се харесвали като малки и когато във филма Майли се завръща там, двамата подновяват дружбата си. Травис открива, че Майли е Хана Монтана и обстоятелствата водят до целувка. Приема се, че двамата започват връзка. Въпреки че не се споменава открито във филма, Майли и Травис приключват отношенията си, защото Майли се връща в Калифорния и двамата не смятат, че връзката им би оцеляла въпреки разстоянието. Травис не е споменат в епизодите.
Джеси (в ролята: Дрю Рой): Джеси е част от групата на Хана Монтана и се появява за пръв път в епизода „Може би той е човекът за мен“. Майли се преструва, че има чувства към него, за да накара Роби да оцени Джейк, но започва да го харесва наистина. Изправена е пред ужасно труден избор и се опитва да послуша сърцето си, за да разбере кой е правилният за нея. Накрая избира Джейк. В четвъртия сезон, след като отношенията и с Джейк са приключили, Майли излиза на среща с Джеси, но без перуката. Ядосва се на китариста си, когато той прекъсва срещата им, за да отговори на обаждането на баща си, при положение, че самата Майли е отменила уговорката със своя баща заради Джеси. Джеси обаче и обяснява, че не би си позволил да пропусне обаждане от баща си, защото той е в Афганистан и двамата не разговарят често. Това вдъхновява Майли да направи благотворителен концерт в чест на всички семейства, които имат членове в армията. По-нататък в сезона тя решава да каже на Джеси, че е Хана Монтана, но за нейна изненада той вече знае. Китаристът обаче не може да издържи на напрежението да излиза и с Майли, и с Хана и е принуден да приключи връзката им. Това е една от причините Майли да разкрие тайната си пред света. След като го прави двамата с Джеси отново се събират.

### Музика
Въпреки че не свири на никакви инструменти, докато пее като Хана, Майли може да свири на пиано и китара. Има множество акустични и електрически китари, включително една черна и една розова. В Хана Монтана: Филма свири на специално пригодена акустична китара „Гибсън“.
Роби Рей е основният текстописец за Хана Монтана, но и самата Майли пише от време на време. В епизода „Тя е супер потайна“ тя написва песента „I Miss You“ (б.пр. „Липсваш ми“) за майка си, след като научава, че баща му се среща с друга жена (в действителност песента е написана от Сайръс за дядо ѝ, Рон Сайръс). В Хана Монтана: Филмът Майли пише песните „Butterfly Fly Away“ и „The Climb“. Първата е по повод на караницата и с Травис и на това, че баща ѝ избира нея пред връзка с жена. Историята зад „The Climb“ отново е свързана с Травис. Написването на песента започва в кокошарника, където младежът открива Майли да композира и ѝ казва, че според него песента не изразява Майли и нейната същност достатъчно добре. По-късно, по време на концерт, Майли изпълнява песента в завършената ѝ версия, разкривайки променения текст. В епизода от третия сезон на сериала „Може би той е човекът за мен“ поп звездата пише песен с името „I'm Just Having Fun“ (б. пр. „Само се забавлявам“) и когато се скарва с баща си, променя част от текста на „Не ми пука какво казваш, не ми пука какво казваш, само защото си ми татко не значи, че ще стане твоето“ (оригинал: I don't care what you say, I don't care what you say, just 'cause your my daddy doesn't mean you get it your way). Отказва се от песента, но по-късно използва мелодията за написването на „He Could Be The One“ заедно с китариста си. Песента посвещава на Джейк.

## Хана Монтана
Хана Монтана е алтер егото на Майли Стюърт, международна поп звезда. Отначало героят е заплануван с името Алексис Тексас, но по-късно то е променено. Хана съществува като световноизвестна и влиятелна певица, чиито фенове не знаят за двойния ѝ живот и за това, че е нормална тийнейджърка през повечето време. Самата Майли винаги се старае да разграничава живота на Хана от този на Майли.

### Визия
Основната разлика между Майли и Хана е русата перука, която е един от най-големите символи на Хана, докато Майли е брюнетка. Освен това Хана носи много по-екстравагантни дрехи, грим, а понякога и големи слънчеви очила. В историята на сериала перуката е избрана от Рокси за Хана, но в действителност от екипа на продукцията се спират на окончателната прическа едва във втори епизод. Перуката, използвана в първия епизод, е малко по-различна на вид. Майли споменава, че умишлено е изградила образа на Хана по подобие на кръстницата си, леля Доли Партън.
В един от епизодите на сериала Майли се тревожи, че визията на Хана може да остарее. Опитва различни варианти – „Техно Хана“, „Хип-хоп Хана“ и „Анти-Хана“ (Гръндж), но накрая осъзнава, че феновете ѝ я харесват точно такава, каквато е.
С началото на третия сезон, стилът на Хана се променя. Перуката ѝ става по-къса и вълниста и начинът и на обличане също търпи промени. Преобразяването на Хана бива обсъждано в един от бонус материалите на DVD-то Keeping It Real, наречен „Преобразяването на Майли – новият външен вид на Хана“. Сайръс и екипът и описват новия външен вид като „вдъхновен от осемдесетте стил с малко от блясъка и шика на съвременната мода“. В епизода „Супер(суеверно) момиче“, част от „Магьосници на борда с Хана Монтана“, Хана е показана с розова ръкавица по време на изпълнения и концерти, както е и във видеоклиповете на „It's All Right Here“ и „Let's Get Crazy“. В четвъртия сезон, тя отново сменя перуката си, този път с по-дълга и по-къдрава. Всички тези промени във външния вид на звездата са белег на порастването ѝ.

### Кариера
Кариерата на Хана Монтана е изключително успешна, въпреки че е имала и няколко по-слаби момента. В първия епизод на сериала се споменава, че Хана е насред „разбиващо“ разпродадено турне, а по-нататък Роби Рей казва, че е написал 14 или 15 поредни хитове за звездата. Печели наградата „Сребърен ботуш“ за смесената си кънтри песен „True Friend“, както и тази за Международна музикална награда за жена изпълнител на годината. Освен това има и собствен диамант сред Холивудския парад на диамантите, пародия на Холивудската Алея на славата. Някои от най-забележителните постижения в кариерата на Хана са изпълненията и пред английската Кралица и президентът на Съединените щати. Най-големият и съперник е поп певицата Микейла (Селена Гомес), която иска да и открадне феновете.
Извън музикалната си кариера, Хана е и актриса. Едно от първите актьорски представяния на Хана в сериала е участието и като Заронда, Принцеса на Немъртвите, в сериала Гимназия Зомби, където Джейк Райън спасява Заронда от портал към подземния свят. По-късно участва и в собствен пълнометражен филм с режисьор Роб Рейнър, Индиана Джони и проклятието на златната кобра. Хана често се появява в реклами на парфюми и козметични продукти, както и в ток шоута и на звезди партита. Въпреки че е измислен герой, тя познава много действително съществуващи известни личности, включително и някои, които са близки на Майли Сайръс в реалния живот, като например Тейлър Суифт и Джонас Брадърс.

### Дискография
- Hannah Montana (2006)
- Hannah Montana 2 (2007)
- Hannah Montana: The Movie (2009)
- Hannah Montana 3 (2009)
- Hannah Montana Forever (2010)

#### Концертни албуми
- Hannah Montana & Miley Cyrus: Best of Both Worlds (2007)

### Цел
Майли има няколко причини да създаде образа на Хана, главната от които е, че не иска децата в училище да се държат с нея по различен начин, само защото е известна. Въпреки че се наслаждава на вниманието и славата, тя цени и личното си пространство и не обича папараците, които често я преследват. По този начин Хана създава уникален образ сред известните личности. Повечето звезди стават известни като себе си и по-късно се нуждаят от прикрития, за да не бъдат преследвани на обществени места, а Майли се прочува като някой друг и има свободата да е себе си навсякъде.
Освен по тези причини, Майли често ползва Хана и с други цели, като например шпиониране. В „Пари за нищо, вината е безплатна“ Хана набира средства за благотворително състезание, в което Майли участва. В епизода „Чао, чао, бал“ Хана пее в един ресторант, за да вземе автограф на бейзболна топка за Джаксън, а в „Готови, на старта, не тръгвай“ Хана изкарва шофьорска книжка, след като Майли се проваля на изпита си. В други случаи Майли използва двойната си същност като оправдание, като например в „Трябва да не се бориш за правото си на купони“, когато моли Роби да накаже Майли, но не и Хана, защото „Хана не е направила нищо лошо“.

### Отвъд сериала
Героят Хана Монтана има своята слава и извън сериала, най-вече като певица. От 7-те издадени саундтрака към предаването 3 са били начело на класацията Billboard 200 (Hannah Montana, Hannah Montana 2/Meet Miley Cyrus, Hannah Montana: The Movie). През септември и октомври 2006 г. Хана е подгряващ изпълнител за Чита Гърлс, като изпълнява песни от саундтрака към първия сезон на сериала. От октомври 2007 г. до януари 2008 г. се провежда първото самостоятелно турне на Майли Сайръс като Хана Монтана, наречено Турне Best of Both Worlds. Това турне се превръща в класически пример за това как „животът подражава на изкуството“, тъй като измислената известност на Хана в сериала преминава в истинска слава с група почитатели, които изкупуват всеки концерт. Славата на Хана Монтана също така дава възможност на Майли Сайръс да развие собствена музикална кариера.
Хана се появява и в две други предавания на Дисни Ченъл. Заедно с Рейвън Симон тя участва в епизода на Лудориите на Зак и Коди, That's So Suite Life of Hannah Montana. По-късно се появява и в епизода на Корабните приключения на Зак и Коди, в който участват и герои от Магьосниците от Уейвърли Плейс, Магьосници на борда с Хана Монтана.

## Тайната
Запазването на двойния живот на Майли в тайна е двустранен процес. От една страна Хана трябва да държи феновете си в неведение за нормалния и живот като тийнейджърка, а от друга – Майли трябва да крие от приятелите си, че в действителност е поп звезда. В интервюта Майли Сайръс обсъжда, че би било почти невъзможно подобна тайна да се запази от света при съвременните средства на медиите. В сериала обаче това остава възможно благодарение на техниката „изключване на неверието“, която разчита на зрителя да допусне някои по-невероятни неща.
В сериала трима души (Роби, Лили и Оливър), от тези, които знаят за тайната, носят различна дегизировка, когато са около Хана, за да предотвратят всякакви съмнения (Джаксън е себе си и се представя за приятел от детството). Освен това Хана обикновено сменя лимузините си, за да не я последват папараците до дома и. Налага и се да разчита на мълчанието на групата хора посветени в тайната и. Тази група включва семейството и, Роби, Джаксън, Баба Рути, леля Доли, чичо Ърл, леля Пърл, братовчедката Луан, както и Лили Тръскот и родителите и, Оливър Оукен и майка му, Джейк Райън, Фърмин и Рокси, полицай Дайъриа и дъщеря му Келси, Сиена и президентът на Съединените щати (групата нараства значително в края на Хана Монтана: Филмът).
Въпреки всички тези усилия, Роби обича да пише песни, които силно загатват за довйния живот на Майли, като например „The Best of Both Worlds“, „Just Like You“, „The Other Side Of Me“, „Rock Star“, „Old Blue Jeans“, „Just a Girl“, „Supergirl“ и „Ordinary Girl“. По повод това веднъж Майли, в яда си, казва: "Защо направо не ми татуираш „Аз съм Майли Стюърт“ на челото?!". В епизода „Започвай да учиш-иш-иш!“ Рико почти разкрива двойната самоличност на Майли, като разпознава гласа на Хана Монтана, когато Майли пее „Танцът на костите“, използвайки мелодията на „Nobody's Perfect“.
В Хана Монтана: Филмът на Майли и се налага да разкрие тайната си пред жителите на градчето Краули Корнърс (родния и град), но феновете и не искат тя да престава да бъде Хана и затова обещават да пазят тайната. Това събитие е споменато в епизода „Прости мъничко“, когато Майли и Джаксън се карат, което означава, че събитията от филма биха се наместили около средата на третия сезон.
Към края на четвъртия сезон, в епизода „Винаги ще те помня“, Хана разкрива тайната си пред света в Шоуто на Джей Лено. Там тя изпълнява песента „Wherever I Go“ като Майли, без перука. Публиката става на крака и ръкопляска на Майли, а епизодът завършва с това, как тя се усмихва, а Роби и Лили също свалят перуките си.
|  | Тази страница частично или изцяло представлява превод на страницата Miley Stewart в Уикипедия на английски. Оригиналният текст, както и този превод, са защитени от Лиценза „Криейтив Комънс – Признание – Споделяне на споделеното“, а за съдържание, създадено преди юни 2009 година – от Лиценза за свободна документация на ГНУ. Прегледайте историята на редакциите на оригиналната страница, както и на преводната страница, за да видите списъка на съавторите. ВАЖНО: Този шаблон се отнася единствено до авторските права върху съдържанието на статията. Добавянето му не отменя изискването да се посочват конкретни източници на твърденията, които да бъдат благонадеждни. |